# Монтиэль, Гонсало
Гонсало Ариэль Монтиэль (исп. Gonzalo Ariel Montiel; род. 1 января 1997, Виррей-Дель-Пино, Буэнос-Айрес) — аргентинский футболист, защитник клуба «Ривер Плейт» и сборной Аргентины. Чемпион мира 2022 года.

## Клубная карьера

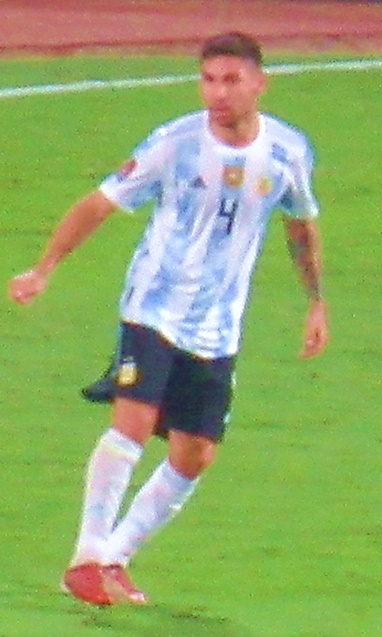
Монтиэль в составе сборной Аргентины

Монтиэль — воспитанник клуба «Ривер Плейт». В 2016 году Гонсало был включён в заявку основной команды. 30 апреля в матче против «Велес Сарсфилд» он дебютировал в аргентинской Примере. С «миллионерами» дважды становился обладателем Кубка Аргентины. В 2018 году завоевал Суперкубок Аргентины, а в конце года стал обладателем Кубка Либертадорес. В этом турнире Гонсало провёл 14 матчей и по количеству проведённых на поле минут уступил лишь вратарю Франко Армани.
Летом 2021 года Монтиэль перешёл в испанскую «Севилью», подписав контракт на 3 года. Сумма трансфера составила 15 млн евро. 22 сентября в матче против «Валенсии» он дебютировал в Ла Лиге. В этом же поединке Гонсало забил свой первый гол за «Севилью». 25 октября 2022 года в матче Лиги чемпионов против датского Копенгагена он забил гол. В финале Лиги Европы 2022/23 года против итальянской «Ромы» Монтиэль реализовал победный пенальти в послематчевой серии (1:1, пен. 4-1).

## Международная карьера
В 2017 году Монтиэль в составе молодёжной сборной Аргентины принял участие в молодёжном чемпионате мира в Южной Корее. На турнире он сыграл в матчах против команд Англии и Южной Кореи.
22 марта 2019 года в товарищеском матче против сборной Венесуэлы Монтиэль дебютировал за сборную Аргентины.
В 2021 году Монтиэль завоевал Кубок Америки. На турнире он сыграл в матчах против команд Чили, Боливии, Чили и Бразилии.
В 2022 году Монтиэль выиграл чемпионат мира в Катаре. На турнире он сыграл в матчах против сборных Австралии, Нидерландов, Мексики и Франции. В финале чемпионата мира 2022 года против французов Монтиэль реализовал победный пенальти в послематчевой серии (3:3, пен. 4-2).

## Достижения

### Командные
«Ривер Плейт»
- Обладатель Кубка Аргентины (2): 2015/16, 2016/17
- Обладатель Суперкубка Аргентины: 2018
- Обладатель Кубка Либертадорес: 2018
- Финалист Кубка Либертадорес: 2019
- Обладатель Рекопы Южной Америки (2) 2016, 2019
- Обладатель Кубка банка Суруга: 2015

«Севилья»
- Победитель Лиги Европы: 2022/23

Сборная Аргентины
- Обладатель Кубка Америки (2): 2021, 2024
- Чемпион мира: 2022
- Победитель Финалиссимы: 2022